# OpenGL ES
OpenGL per a sistemes incrustats (OpenGL ES o GLES) és un subconjunt de la interfície de programació d'aplicacions de renderització de gràfics per ordinador (API) d'OpenGL per a renderitzar gràfics d'ordinador en 2D i 3D com els utilitzats pels videojocs, normalment accelerats per maquinari mitjançant un gràfic. unitat de processament (GPU). Està dissenyat per a sistemes integrats com ara telèfons intel·ligents, tauletes, consoles de videojocs i PDA. OpenGL ES és l'"API de gràfics 3D més àmpliament desplegat de la història".
L'API és multiidioma i multiplataforma. La biblioteca GLU i el GLUT original no estan disponibles per a OpenGL ES, però freeglut ho admet. OpenGL ES està gestionat pel consorci tecnològic sense ànim de lucre Khronos Group. Vulkan, una API de nova generació de Khronos, està feta per a controladors d'alt rendiment més senzills per a dispositius mòbils i d'escriptori.

## El futur
Actualment no hi ha cap pla per a una nova versió bàsica d'OpenGL ES, ja que s'ha considerat que l'adopció de Vulkan el desplaça a les aplicacions incrustades i mòbils. El desenvolupament d'extensions a OpenGL ES continua a partir del 2017.

## Compatibilitat amb OpenGL
S'han creat algunes biblioteques per emular les trucades d'OpenGL mitjançant GL ES:
- Nvidia ofereix una biblioteca amb llicència BSD de 2 clàusules anomenada Regal, iniciada originalment per Cass Everitt. Es va actualitzar per última vegada el 2016. Regal és utilitzat per exemple per NaCl de Google.
- El GL4ES amb llicència del MIT emula OpenGL 2.1/1.5 mitjançant GL ES 2.0/1.1. Es basa en glshim.